# Ґруєць (Куявсько-Поморське воєводство)
Ґруєць (пол. Grójec) — село в Польщі, у гміні Бонево Влоцлавського повіту Куявсько-Поморського воєводства.
Населення — 125 осіб (2011).
У 1975-1998 роках село належало до Влоцлавського воєводства.

## Демографія
Демографічна структура станом на 31 березня 2011 року:
|          | Загалом | Допрацездатний вік | Працездатний вік | Постпрацездатний вік |
| -------- | ------- | ------------------ | ---------------- | -------------------- |
| Чоловіки | 65      | 14                 | 41               | 10                   |
| Жінки    | 60      | 12                 | 31               | 17                   |
| Разом    | 125     | 26                 | 72               | 27                   |